# 9デイズワンダー
『9デイズワンダー』（ナインデイズワンダー）は福井瞬とオオノヨウによる日本の漫画作品（名義は「福井瞬×オオノヨウ」）。『別冊少年チャンピオン』（秋田書店）にて、2013年7月号から2014年10月号まで連載。

## 登場人物
各キャラクターの誕生日･身長･体重･家族構成等は単行本3巻記載のもの。
空駆谷 美樹（からくや みき）
主人公。平坂高校2年生で新聞部部長。11月25日生まれ。身長158センチメートル/体重50キログラム/B型。サラリーマン家庭の一人娘。
都市伝説やオカルト話が大好きで部が発行する校内新聞に「9デイズワンダー」という都市伝説を取り上げる記事を担当している。
記事のネタが無くなったために自らが作った噂話を流したことが原因でフォークロアを生み出してしまった。その際にフォークロアを人知れず倒してきた安屋敷に助けてもらい、これが縁で安屋敷の助手としてフォークロア退治に関わることとなる。
フォークロアが生まれる原因である都市伝説が大好きということもあり、自ら噂話を広めてフォークロアを生み出してしまうこともあったが、安屋敷の過去を知り、「フォークロアを見て楽しんでいた自分」に気づき深く反省。一時は助手を辞めることも考えていた。
マルコから塩と水を注げば聖水が作れる容器を受け取ってからは、聖水を使ってフォークロアを怯ませる程度のことができるようになった。
幼少時に海で溺れ死にかけたことがきっかけで安屋敷のレリック･月光に宿る月穂の魂が見えている。
安屋敷 宗佑（あやしき そうすけ）
本作のもう1人の主人公。平坂高校の音楽教師で美樹のクラスの担任。レリック･月光を使いフォークロアを退治している。10月13日生まれ。身長179センチメートル/体重66キログラム/AB型。
喪服を思わせる黒ずくめの恰好と暗い雰囲気から生徒の間では「ソウシキ」と呼ばれている。
音楽教師ではあるものの授業は生徒に任せっきりで読書などをしている。また授業以外のことには無関心で部活の顧問などは一切断っていたが、美樹にフォークロア退治をしていたことを知られてしまい、美樹を監視するために新聞部の顧問となる。
かつては世界的な有名指揮者であったが、フォークロア･イザナミに取り込まれた亡き妻･夏菜子の魂と、イザナミに殺された娘･月穂の魂を救うために指揮者を辞め、高校教師となり、フォークロア退治の道に進むことになった。
フォークロアが発生しないよう担任である2-Aで「人の生き死にに関する噂は話してはいけない」というルールを生徒に守らせているが、助手である美樹はこのルールを何度か破っている。

### 平坂高校新聞部
部員は美樹と以下の2名のみ。
左 佐智（ひだり さち）
新聞部員。美樹と同じ2-A所属。12月24日生まれ。身長162センチメートル/体重49キログラム/A型。
ひらさか商店街で小料理屋「温庵（ぬくもりあん）」を営む母親と弟の3人で暮らしている。
部長である美樹を差し置いて実質新聞部を仕切っている眼鏡を掛けた美少女。美樹と違い都市伝説やオカルト話には否定的な考えの持ち主ではあるが、フォークロアに襲われそうになることも。
作中では家族以外の人物に対しては誰にでも敬語を使うため堅物のように見えるが、時折美樹をからかったり、ウサギのぬいぐるみを欲しがったりするなどの可愛らしい一面も。
桜 湯之介（さくら ゆのすけ）
新聞部員。唯一の1年生部員かつ男子部員。小太りした少年。部ではカメラマンとして活躍。
5月3日生まれ。身長154センチメートル/体重67キログラム/O型。
アニメや美少女フィギュアを買うなどオタク。実家は銭湯を営んでおり、4人兄妹の長男（弟2人･妹1人）。
美樹に呼び出され深夜の学校に忍び込んだり、美樹に買ったばかりの美少女フィギュアを壊されたり、不良からカツアゲに遭うなどトラブルに巻き込まれやすい。

### 平坂高校関係者
織田 桃子（おだ ももこ）
養護教諭で吹奏楽部顧問。通称「保健室の桃子先生」。7月1日生まれ。身長167センチメートル/体重53キログラム/B型。
校内では最も生徒に人気のある美人教員。
クラシック音楽のファンだということもあり、安屋敷が世界的指揮者だったことを知っていた。安屋敷が赴任してきてから何度も吹奏楽部の指導を頼んでいたが、授業以外の仕事はしないという安屋敷に尽く断られていたため、突然安屋敷が（美樹を監視するために）顧問になった新聞部を快く思っていなかった。
安屋敷の吹奏楽部の指導を諦めてからは、恋愛対象として安屋敷に対し何度も食事に誘うなどのアタックをしているが、こちらも尽く失敗している。
吹奏楽部への勧誘がしつこかったせいか、安屋敷は彼女を苦手としている。「ソースケ」という名前の猫（シンガプーラ）を飼っている。
小鈴（こすず）
美樹のクラスメイトで吹奏楽部所属。関西出身のため関西弁で話す。作中で唯一名前があるクラスメイト。

### 安屋敷宗佑の妻子
2人とも既に他界している。結婚後どちらの姓を名乗ったかは不明。
霧島 夏菜子（きりしま かなこ）
宗佑の妻。故人。留学先のパリで安屋敷と出会い、交際を経て結婚。
実家は葬儀屋で焼き魚のことを「魚の焼死体」と呼んでいる（この言い回しは後に安屋敷も使うようになった）。
パリ留学時代にはバイオリンを学んでいたため、娘･月穂の出産後は育児の傍らバイオリン教室を開いていた。
幸せの絶頂にいた頃癌が発覚。進行が早かったため帰らぬ人に。死ぬ間際に「月穂と離れたくない」と強く願ったことが原因で、夏菜子の魂が日本神話･イザナミの死神伝説と結合してしまい、フォークロア･イザナミとなる。
月穂（つきほ）
安屋敷と夏菜子との間に生まれた一人娘。
夏菜子の死後、フォークロア･イザナミによって殺されてしまう。死後、月穂の魂は安屋敷の持つレリック･月光に宿り、自らもフォークロア･月光へとなった。

### その他人物
マルコ･チェンバレン
「ヴァイオリン界の明けの明星」と呼ばれるほどの世界的バイオリン奏者。6月12日生まれ。身長177センチメートル/体重68キログラム/A型。
名門音楽一家であり、フォークロア討伐を代々行ってきたチェンバレン家の出身。レリック･村正でフォークロアを退治している。
パリでの学生時代から現在までの安屋敷のことを知る唯一の人物であり、安屋敷がフォークロア退治の道に進むきっかけを作った人物でもある。
学生時代、安屋敷と寮のルームメイトだったということもあり日本語が堪能。日本酒が好きで日本に住みたいとも考えている。
普段は優しい顔つきをしているが、村正を扱うと村正が持つ攻撃性の影響を受け顔つきが一変する。
ババ様
本名不詳。マルコからは「バァちゃん」と呼ばれている。
台湾にある「フォークロアに肉親を殺された人が集まる場所」（建物の外観は違法建築）の長老的存在でフォークロア退治のレリックの管理や修理をしている。

## 用語
フォークロア
古くから伝わる風習・伝承などで人づてに語り継がれて形成された都市伝説を指す用語。転じて噂話が命を持ち現実となった存在のこと。
つまり、蔓延した都市伝説が死者の魂と結合した時に生まれる存在・現実となった都市伝説のこと。
作中では妖怪や八百万の神といった存在も「フォークロア」の一種として扱われる。
レリック
対フォークロア用の武具のこと。レリック以外の武器ではフォークロアを倒すことができない。
世界各地に残る「遺物」で様々なタイプの武具が存在する。
安屋敷のレリック「月光」は小銃、マルコのレリック「村正」は日本刀。
また「月光」には安屋敷の娘・月穂の魂が宿ってしまったため、「月光」自体もフォークロアとなった。
平坂高校（ひらさかこうこう）・平坂病院（ひらさかびょういん）
平坂高校は美樹や安屋敷らが通う学校。織田が顧問を務める吹奏楽部は有名な存在である。また美樹が部長を務める新聞部も「高校新聞部コンクール」で優秀賞を獲得している。
平坂病院は平坂高校に隣接。地域で最も大きい総合病院であり、創立80年という歴史ある病院。平坂高校の健康診断も担当する。
「噂」が発生しやすい「学校」と死者の魂が豊富にある「病院」が隣接するため、「噂話」と「魂」の結合によって生まれるフォークロアが発生しやすい環境となっている。

## 単行本
- 福井瞬×オオノヨウ『9デイズワンダー』 秋田書店〈少年チャンピオン・コミックス〉、全4巻
  1. 2013年12月8日発売 ISBN 978-4-253-22085-9
  2. 2014年4月8日発売 ISBN 978-4-253-22086-6
  3. 2014年8月8日発売 ISBN 978-4-253-22087-3
  4. 2014年10月8日発売 ISBN 978-4-253-22088-0